# Suedehead (canção)
"Suedehead" é o single solo de estreia do cantor inglês Morrissey, lançado em fevereiro de 1988. 
O single alcançou mais do que qualquer um dos singles lançados por sua antiga banda, os Smiths, entrando no UK Singles Chart no número seis e depois alcançando o número cinco na semana seguinte. "Suedehead" alcançou o segundo lugar na Irlanda, número oito na Nova Zelândia, e alcançou o Top 50 na Alemanha, na Holanda e na Austrália. A faixa principal foi apresentada no álbum de estreia de Morrissey, Viva Hate e no álbum de compilação Bona Drag, este último também com o lado "Hairdresser on Fire" do lado B. A arte do single mostra uma foto tirada por Geri Caulfield durante um show do Smiths no London Palladium. 
O videoclipe, dirigido por Tim Broad, mostra Morrissey andando pelas ruas de Fairmount, Indiana, a cidade de infância do ator James Dean, incluindo fotos da escola onde Dean estudou e o Park Cemetery, onde está enterrado. Outras alusões a Dean no vídeo incluem uma criança (interpretada por Sam Esty Rayner, sobrinho de Morrissey, que dirigiu o vídeo de "Kiss Me a Lot" em 2015) entregando a Morrissey uma cópia de Le Petit Prince, o livro favorito de Dean.

## Recepção critica
A NME deu o single 'Single of the Week 2' dizendo que "os vocais dele atingiram um tom que deixa seu estômago com um prazer enjoado. Isso faz você se sentir vulnerável e provoca emoções das quais se esqueceu". No NME Year in Review de 1988, a música foi descrita como "O melhor número 1 que 88 nos deu".
Em uma revisão retrospectiva da AllMusic, o crítico Ned Raggett descreveu como "um número memorável, com as sutis orquestrações de Street carregando a música".  

## Faixas
- Vinil de 7 "

1. "Suedehead"
2. "I Know Very Well How I Got My Name"

- Vinil de 12 "

1. "Suedehead"
2. "I Know Very Well How I Got My Name"
3. "Hairdresser on Fire"

- CD e cassete

1. "Suedehead"
2. "I Know Very Well How I Got My Name"
3. "Hairdresser on Fire"
4. "Oh Well, I'll Never Learn"

## Pessoal
- Morrissey   - vocais
- Stephen Street   - baixo; guitarra
- Vini Reilly   - guitarra; teclados
- Andrew Paresi   - bateria; percussão

## Reedição 2012
Um remix da música da banda americana Sparks foi lançado para o Record Store Day 2012. O remix foi lançado originalmente em 2006 em um álbum de compilação. 

### Lista de músicas
10 "(EMI 5593331)
- "Suedehead (mistura de Mael)"
- "We'll Let You Know" (ao vivo em Londres 1995)
- "Now My Heart Is Full" (ao vivo em Londres 1995)